# Trigonostemon elmeri
Trigonostemon elmeri är en törelväxtart som beskrevs av Elmer Drew Merrill. Trigonostemon elmeri ingår i släktet Trigonostemon och familjen törelväxter. Inga underarter finns listade i Catalogue of Life.